# جيمس جاي شيهان
جيمس جاي شيهان (بالإنجليزية: James J. Sheehan)‏ هو مؤرخ العصر الحديث ‏ ومؤرخ وأستاذ جامعي أمريكي، ولد في 31 مايو 1937 في سان فرانسيسكو في الولايات المتحدة.